# Sebastián Brusco
José Sebastián Brusco (18 de octubre de 1974) es un exfutbolista argentino. Jugaba de Defensor. Debutó en Belgrano de Córdoba en 1993 y su último equipo fue Independiente Rivadavia.

## Clubes
| Club                        | País      | Año       |
| --------------------------- | --------- | --------- |
| Belgrano                    | Argentina | 1993-1996 |
| Racing Club                 | Argentina | 1996-1998 |
| Toros Neza                  | México    | 1999      |
| Godoy Cruz                  | Argentina | 1999-2000 |
| Instituto                   | Argentina | 2000-2001 |
| Belgrano                    | Argentina | 2001-2002 |
| Gimnasia y Esgrima La Plata | Argentina | 2002-2003 |
| Belgrano                    | Argentina | 2003-2005 |
| Blooming                    | Bolivia   | 2005-2006 |
| San Martín de San Juan      | Argentina | 2006-2008 |
| Independiente Rivadavia     | Argentina | 2008-2009 |